# Arte poética (Borges)
Arte poética es un poema de Jorge Luis Borges publicado en el libro El hacedor en 1960 por Emecé Editores.

## Estructura
El poema consiste en siete cuartetos endecasílabos. La rima, que tiene la estructura ABBA, no solo repite la alternancia vocálica, sino las palabras ﬁnales. Se ha señalado que el poema implica la transgresión a la primera norma que dicta cualquier manual de métrica, ya que una palabra no debe ser consonante de sí misma. A pesar de ello, no es redundante, ya que los términos, por lo general, tienen diversos significados. Dice Borges en Nueva refutación del tiempo: "Esas tautologías (y otras que callo) son mi vida entera." En otra poesía, Borges hace referencia a los versos, a Heráclito y a la identidad: "Heráclito no tiene ayer ni ahora. /  Es un mero artificio que ha soñado / Un hombre gris a orillas del Red Cedar, / Un hombre que entreteje endecasílabos / Para no pensar tanto en Buenos Aires / Y en los rostros queridos."

## Temas
Ya el título del poema da la pauta de su contenido: se trata de una reflexión sobre la creación poética en relación con otros temas preferidos de Borges, como el flujo del tiempo, la eternidad, el sueño y la identidad. Se lo ha considerado "el poema arquetípico del encuentro de la creación lírica y la metafísica"
El tema del río remite a Manrique y, de forma explícita, a Heráclito. En su poema Final de año ya hablaba Borges en 1923 del "asombro ante el milagro /  de que a despecho de infinitos azares, /  de que a despecho de que somos /  las gotas del río de Heráclito, / perdure algo en nosotros: / inmóvil" y también: "cada vez que recuerdo el fragmento 91 de Heráclito: «No bajarás dos veces al mismo río», admiro su destreza dialéctica, pues la facilidad con que aceptamos el primer sentido (El río es otro) nos impone clandestinamente el segundo (Soy otro) y nos concede la ilusión de haberlo inventado" Otra referencia es: "¿No es acaso tu irreversible tiempo el de aquel río en cuyo espejo Heráclito vio el símbolo de su fugacidad?"
La relación entre el río, el tiempo y la identidad es también enunciada en Nueva refutación del tiempo: "El tiempo es un río que me arrebata, pero yo soy el río; es un tigre que me destroza, pero yo soy el tigre; es un fuego que me consume, pero yo soy el  fuego. El mundo, desgraciadamente, es real; yo, desgraciadamente, soy      Borges." En el poema Amanecer menciona Borges "la tremenda conjetura de Schopenhauer y de Berkeley /  que declara que el mundo / es una actividad de la mente, / un sueño de las almas, / sin base ni propósito ni volumen. / Y ya que las ideas / no son eternas como el mármol / sino inmortales como un bosque o un río."
La referencia a Manrique no se limita a lo puramente temático: el río, la muerte, la fugacidad de la vida, sino que las coplas del uno encuentran un eco en el poema del otro. Manrique escribe: "Recuerde el alma dormida, avive el seso y despierte, contemplando como se pasa la vida, como se viene la muerte tan callando" Borges, por su parte, habla de "recordar que el tiempo es otro río / saber que nos perdemos como el río.../ ver en la muerte el sueño"
Lo que dice Borges sobre el sueño y la poesía, lo ha expresado también en un ensayo: "Mi suerte es lo que suele denominarse poesía intelectual. La palabra es casi un oxímoron; el intelecto (la vigilia) piensa por medio de abstracciones, la poesía (el sueño), por medio de imágenes, de mitos o de fábulas. La poesía intelectual debe entretejer gratamente esos dos procesos. Hablando del oficio del escritor, dijo en una conferencia: "Cuando escribo algo no me lo planteo como objetivamente verdadero (lo puramente objetivo es una trama de circunstancias y accidentes), sino como verdadero porque es fiel a algo más profundo...Alguna vez tengo el coraje y la esperanza suficientes para pensar que puede ser verdad: que, aunque todos los hombres escriben en el tiempo, envueltos en circunstancias y accidentes y frustraciones temporales, es posible alcanzar, de algún modo, un poco de belleza eterna." Acotó en su última charla en Harvard: "Creo que, en poesía, la emoción es suficiente."